# Hermann Hoffmann (Mediziner, 1891)
Hermann Fritz Hoffmann (* 6. Juni 1891 in Leer (Ostfriesland); † 13. Juni 1944 in Tübingen) war ein deutscher Psychiater, Neurologe und Hochschullehrer.

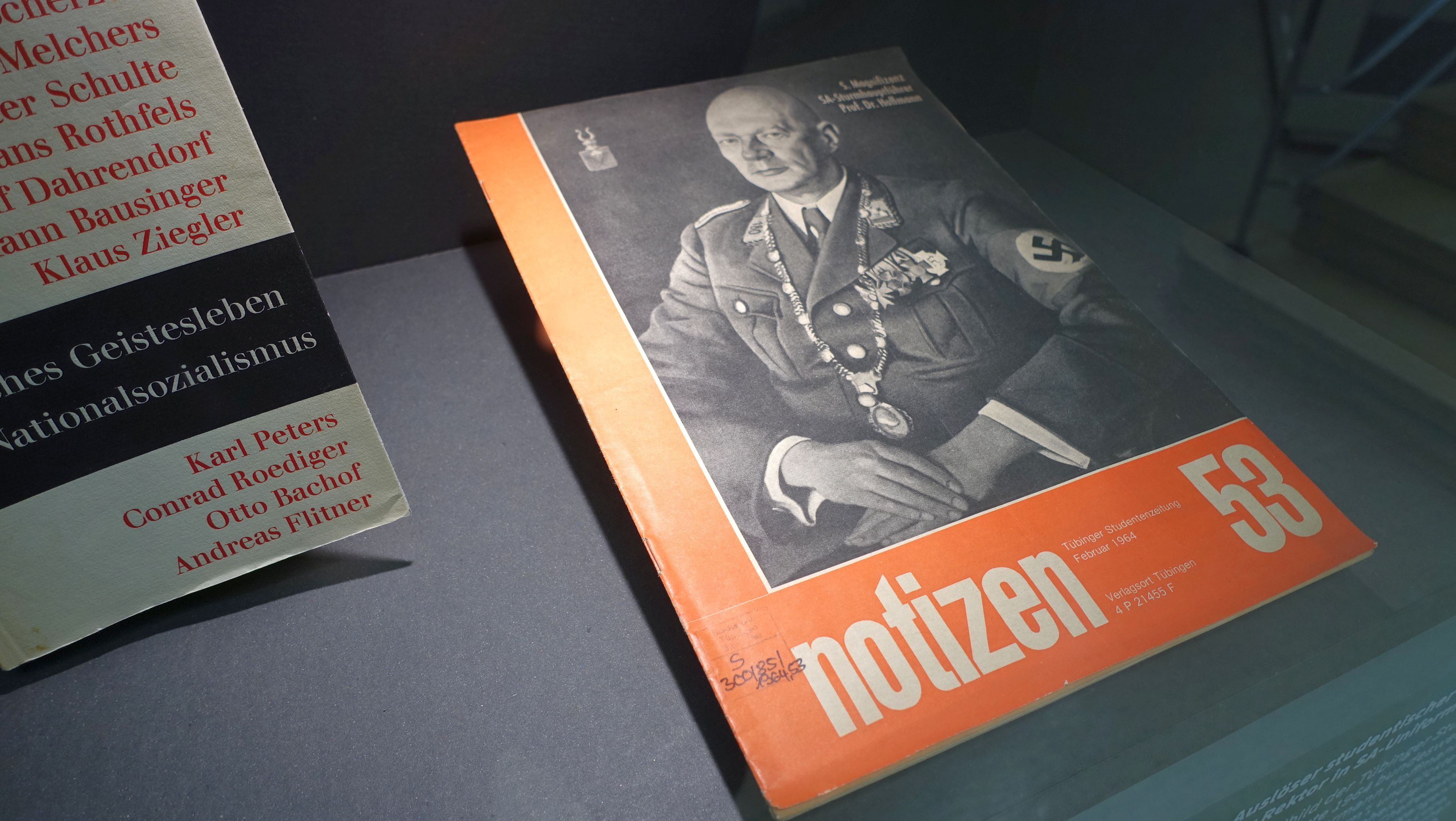
Titelbild der Tübinger Studentenzeitung 1964 mit dem Portrait von Hoffmann mit Rektorenkette und SA-Uniform

## Leben
Hoffmann entstammte einer alten Leeraner Arztfamilie. Im Deutschen Geschlechterbuch veröffentlichte er 1918 die Stammreihe seiner Familie. In der autobiographischen Schrift Das Meine (1941) beschrieb er das ihn prägende großbürgerliche Milieu. Ostern 1909 war er der „schlechteste Abiturient meines Jahrgangs“ am Ubbo-Emmius-Gymnasium Leer. Er wandte sich wie sein Vater, Großvater und Urgroßvater der Medizin zu und immatrikulierte sich an der Albert-Ludwigs-Universität Freiburg. Als Fuchs des Corps Rhenania Freiburg wurde er im November 1909 recipiert. Da sein Vater schwer erkrankt war, wechselte er nach drei Semestern als Inaktiver an die nähere Westfälische Wilhelms-Universität, Münster. Als der Vater 1911 gestorben war, ging er an die Ludwig-Maximilians-Universität München, an der er im Sommer 1914 das Staatsexamen ablegte.

### Krieg und Wissenschaft
Bei Ausbruch des Ersten Weltkriegs wurde er als Ungedienter eingezogen und als Unterarzt im Reservelazarett Nürtingen eingesetzt. Während des ganzen Krieges nicht an Kriegsfronten kommandiert, promovierte er 1916 über die plastische Deckung von Gesichtsverletzungen. An der Nervenklinik der Eberhard-Karls-Universität Tübingen lernte er die Krankenschwester Helene Keller (1887–1954) kennen. Nachdem er im Januar 1917 die Stuttgarter Bankierstochter bald geheiratet hatte, wurden dem Paar zwei Töchter geboren.
1919 demobilisiert, wurde Hoffmann regulärer Assistenzarzt an der Tübinger Neurologie. Als einer der Ersten widmete er sich genealogischen Untersuchungen endogener Psychosen. 1922 habilitierte er sich. Seit 1925 Oberarzt, wurde er 1927 zum a. o. Professor ernannt. Neben der „erbbiologischen Persönlichkeitsanalyse“ war die Neurosenlehre Hoffmanns zweiter Forschungsschwerpunkt. Seine zwischen 1925 und 1933 veröffentlichten Arbeiten zu Zwangsneurosen lassen psychoanalytische Einflüsse erkennen. In seinem Tagebuch notiert er 1927, dass Sigmund Freuds Genialität „doch über alle Zweifel erhaben“ sei. Trotzdem vertrat er zeitlebens die Ansicht, dass eher das „Endogen-Genetische“ den Menschen prägt.
An der aufkommenden Eugenik war Hoffmann kaum interessiert; aber seine Forschungsergebnisse bereiteten den Boden für die spätere nationalsozialistische Rassenhygiene. Wohl forderte er früh die Unfruchtbarmachung Schwachsinniger und „sozial Minderwertiger“, wie sie international diskutiert und in der Schweiz und den Vereinigten Staaten jahrzehntelang praktiziert wurde. Für eine Beteiligung Hoffmanns an der späteren Aktion T4 gibt es keinen Hinweis; er bemühte sich aber nachhaltig, die Erblichkeit „sozial unbrauchbaren Verhaltens“ nachzuweisen.

### Ordinarius
In der Weimarer Republik politisch unauffällig, trat Hoffmann der NSDAP zum 1. Mai 1933 bei (Mitgliedsnummer 3.240.259). Im November 1933 wurde er auf den psychiatrischen Lehrstuhl der Hessischen Ludwigs-Universität berufen. Als Direktor führte er die Gießener Universitätsnervenklinik. Dort war er an dem von der DFG und der Kerckoff-Stiftung finanzierten Forschungsprojekt „Erbbiologische Forschungen an Gießener Fürsorgezöglingen“ maßgeblich beteiligt. Ab 1935 war er Beiratsmitglied der Gesellschaft Deutscher Neurologen und Psychiater. In Gießen wurde er Ortsgruppenvorsitzender der Deutschen Gesellschaft für Rassenhygiene. Zu seinen Schülern gehörte Hermann Stutte, dessen inzwischen verschwundene Habilitationsschrift er als „eine der wichtigsten Untersuchungen auf dem Gebiete der Asozialen“ bezeichnete. Koreferent Hoffmanns war Wilhelm Gieseler.
In Gießen nicht heimisch geworden, ging er im Frühjahr 1936 nur zu gern als Nachfolger seines Lehrers Robert Eugen Gaupp als Lehrstuhlinhaber nach Tübingen, wo er 1937 Rektor wurde. Spätere Rufe der Schlesischen Friedrich-Wilhelms-Universität, Breslau, (1939) und der Universität Leipzig (1943) lehnte er ab. In Tübingen gehörte er zu den Gründern der Wissenschaftlichen Akademie des Nationalsozialistischen Deutschen Dozentenbundes.

### Rektor
Im Oktober 1937 wurde Hoffmann als Nachfolger Friedrich Fockes zum Rektor der Tübinger Universität ernannt. Bis dahin kein SA-Mitglied, erhielt er den Rang eines SA-Obersturmführers. In seiner SA-Uniform hielt er seine Antrittsrede und formulierte „Tiefster Urgrund der nationalsozialistischen Weltanschauung ist der Rassengedanke“. Als Kirchengegner forderte er nicht nur die Unterordnung der Kirchen unter den Nationalsozialismus; wie andere Professoren erwog er auch die Herauslösung der beiden theologischen Fakultäten aus der Universität. Später wurden vakante Lehrstühle nicht wieder besetzt. Unter Hoffmann „erreichte die Ideologisierung der Hochschule als Programm eine neue Qualität“; kein anderer Rektor Tübingens habe „weltanschaulich so klar Partei ergriffen“. Hoffmann ließ aber in seinen Publikationen Gegenargumente gelten. Zuletzt habe er sogar seine Habilitationsergebnisse als überholt bezeichnet.
Noch als Rektor wurde er im August 1939 als Oberstabsarzt der Reserve zur Wehrmacht einberufen. Als sein Rektorat im selben Jahr planmäßig endete, übernahm er das Amt des Prorektors. Nachdem er 1940 als Militärpsychiater den Westfeldzug mitgemacht hatte, kehrte er auf seinen Lehrstuhl zurück. Von Juni 1941 bis Oktober 1941 gehörte er der 4. Armee an, mit der er in den Deutsch-Sowjetischen Krieg zog. Im Winter 1941 ernstlich erkrankt und als Oberfeldarzt aus Russland zurückgekehrt, wurde er zum Beratenden Psychiater im Wehrkreis V (Stuttgart) ernannt.
Eine Woche nach seinem 53. Geburtstag erlag er einem Herzinfarkt. Beim Staatsakt im Festsaal der Universität waren NSDAP-Mitglieder und Wehrmachtsangehörige stark vertreten. Otto Stickl, Hoffmanns Nachfolger im Rektorenamt, rühmte den „Kämpfer und Grübler von eindeutig nationalsozialistischer Gesinnung, der stets auch die persönliche Ehre des weltanschaulich anders denkenden Gegners geachtet“ habe.

## Schriften (Auswahl)
- Die Nachkommenschaft bei endogenen Psychosen: Genealogisch-charakterologische Untersuchung zur Nachkommenschaft bei endogenen Psychosen. Julius Springer, Berlin 1921. In: Studien über Vererbung und Entstehung geistiger Störungen; 2 Monographien aus dem Gesamtgebiete der Neurologie und Psychiatrie, Heft 26.
- Vererbung und Seelenleben. Einführung in die psychiatrische Konstitutions- und Vererbungslehre. Julius Springer, Berlin 1922. Digitalisat auf Internet Archive
- Über Temperamentsvererbung. Grenzfragen des Nerven- und Seelenlebens. Bergmann, München 1923
- Familienpsychosen im schizophrenen Erbkreis. (Psychosen bei den Eltern von Dementia praecox-Kranken). S. Karger, Berlin 1926. Digitalisat.
- Das Problem des Charakteraufbaus: seine Gestaltg durch d. erbbiolog. Persönlichkeitsanalyse. Julius Springer, Berlin 1926.
- Charakter und Umwelt. Julius Springer, Berlin 1928.
- Psychologie und ärztliche Praxis. Julius Springer, Berlin 1932.
- Über die Zwangsneurose: Eine klin. Studie, Tübingen 1934
- Über Ärzte und Patienten: [Aphorismen], Enke, Stuttgart 1935.
- Die Schichttheorie: Eine Anschauung von Natur u. Leben, Enke, Stuttgart 1935.
- Das ärztliche Weltbild: (Eine Geneseologie), 2 Vortr., Enke, Stuttgart 1935.
- Seele und Leib, ihre Einheit und ihre Wechselwirkung. In: Robert Wetzel / Hermann Hoffmann (Hgg): Wissenschaftliche Akademie Tübingen des NSD.-Dozentenbundes, Band 1: 1937, 1938, 1939, Tübingen: Mohr 1940, S. 159–166.
- Schichttheorie und Schichtenaufbau der Persönlichkeit. In: Robert Wetzel / Hermann Hoffmann (Hgg): Wissenschaftliche Akademie Tübingen des NSD.-Dozentenbundes, Band 1: 1937, 1938, 1939, Tübingen: Mohr 1940, S. 167–176.

## Nachlass
Hoffmanns gesamter Nachlass und seine Tagebücher (1922–1928) werden im Universitätsarchiv Tübingen verwahrt. Im Jahre 2003 fand sich seine Totenmaske. Für die Galerie der Rektoren ließ er sich 1939 in SA-Uniform malen. Das Bild verschwand im Universitätsarchiv und wurde erst 2005 wieder öffentlich gezeigt.